# Filmfare Award за лучший монтаж
Filmfare Award за лучший монтаж (англ. Filmfare Award for Best Editing) — ежегодная награда Filmfare Award с 1955 года.

## Победители и номинанты

### 1950-е
- 1956 Ришикеш Мукхерджи — Служба
- 1957 Г. Г. Майекар — Господин 420
- 1958 Шиваджи Аудхут — Шарада
- 1959 Ришикеш Мукерджи[англ.] — Мадхумати

### 1960-е
- 1960 Чинтаман Боркар — «Навранг»[англ.]
- 1961 Муса Мансур — «Кохинур»[англ.]
- 1962 Г. Г. Майекар — «В стране, где течет Ганг»[англ.]
- 1963 Кешав Найду — «Bees Saal Baad»[англ.]
- 1964 Пран Мехра — «Заблуждение»[англ.]
- 1965 Радж Капур — «Сангам»[англ.]
- 1966 Пратап Даве — «Любовь в Гималаях»[англ.]
- 1967 Васант Боркар — Цветок и камень
- 1968 Б.С. Глаад — Долг
- 1969 Н.М. Шанкар — Партнёр

### 1970-е
- 1970  Nanha Farishta
- 1971  Меня зовут Джонни
- 1972  Ананд
- 1973  Шум
- 1974  Затянувшаяся расплата
- 1975  Кусок хлеба
- 1976  Месть и закон
- 1977  Молодая жена
- 1978  Амар, Акбар, Антони
- 1979  Несбывшееся предсказание

### 1980-е
- 1980  Безумие
- 1981  Весы правосудия
- 1982  Созданы друг для друга
- 1983  Любовный недуг
- 1984  Победитель
- 1985  Легенда о любви [1]
- 1986  Ганг, твои воды замутились
- 1987 Не вручалась
- 1988 Не вручалась
- 1989  Жажда мести

### 1990-е
- 1990  Птицы
- 1991  Голубая река
- 1992  Торговец
- 1993  Соперники
- 1994  Gardish
- 1995  Сага о любви
- 1996  Каран и Арджун
- 1997  Разочарование
- 1998  Тайна
- 1999  Предательство

### 2000-е
- 2000  Злой умысел — Джитху Мандал
- 2001  Скажи, что любишь! — Санджай Верма
- 2002  Любящие сердца — А. Шрикар Прасад
- 2003  Расплата за всё — Чандан Арора
- 2004  Возвращение призрака — Шимит Амин
- 2005  Байкеры — Рамешвар С. Бхагат
- 2006  Последняя надежда — Bela Segal
- 2007 P.S. Bharati — Цвет шафрана
  - Акив Али — Гангстер
  - Джон Харрис и Ананд Субайя — Тайные намерения
  - Мегна Манчанда — Омкара
  - Раджкумар Хирани — Братан Мунна 2
- 2008 Амитабх Шукла — Индия, вперёд!
- 2009 Амит Павар — Мой дорогой Мумбай

### 2010-е
- 2010 Шрикар Прасад — Разлука
- 2011 Намрата Рао — Любовь, секс и обман
- 2012 Huzefa Lokhandwala — Однажды в Дели
- 2013 Namrata Rao — История
- 2014 Аариф Шейх — День Д
- 2015 Abhijit Kokate и Анураг Кашьяп — Королева
  - Арти Баджадж — Шоссе
  - Арти Баджадж — Гадкий
  - Раджкумар Хирани — ПиКей
  - Sanjib Datta — Отважная
- 2016 А. Шрикар Прасад — Виновен
- 2017 Monisha Baldawa — Нирджа
- 2018 Нитин Баид — В ловушке
  - Аариф Шейх и Манас Миттал — Самоубийца
  - Мониша Балдава — Мама
  - Швета Венкат — Ньютон